# FKL
FKL este o fabrică de rulmenți și arbori cardanici situată în Temerin, Serbia. FKL este o fabrică de rulmenți și arbori cardanici unică în Serbia și în întreaga fostă Iugoslavie.

## Istoric
La 18 noiembrie 1961 a fost înființată întreprinderea sub denumirea de „Cooperativa meșteșugărească de muncă și producție metale” - „METALUM”, cu scopul de a produce piese pentru vehicule și tractoare și de a presta toate serviciile în domeniul prelucrării metalelor.
La data de 3 februarie 1965, denumirea a fost schimbată în „Fabrica de rulmenți și arbori cardanici, Temerin” sau prescurtat „FKL”. Începând din acel moment, direcția principală de producție a fabricii s-a îndreptat spre fabricarea rulmenților. Acesta a reprezentat începutul dezvoltării active a activității de bază; fiind introduse procese de prelucrare, tratare termică, șlefuire și asamblare a rulmenților. De asemenea, compania a început să se implice în repararea, întreținerea și testarea rulmenților.
Începând din 1975, fabrica se dedică în totalitate producției de rulmenți și arbori cardanici.
Între 1980-1990 fabrica a cunoscut o dezvoltare rapidă și a achiziționat echipamente noi de ultimă generație. În această perioadă, au fost achiziționate mașini multiax, precum și mașini CNC de strunjit și frezat.
În 1986 fabrica a fost transferată într-o nouă unitate de producție din zona industrială Temerin , unde au fost construite două fabrici moderne, cu o suprafață totală de 25.000 mp.
Din 1987 până în 1988 fabrica a achiziționat cuptorul „AICHELIN”, linie dedicată prelucrării termice a șaibelor.
În 1990, FKL a fost transformată în societate pe acțiuni.
În 2009 a fost inițiat procesul de privatizare. 
În 2015, procesul de privatizare a fost finalizat cu succes. Astăzi, FKL este o companie privată în proporție de 100%.
În 2017, FKL a devenit principalul furnizor de rulmenți pentru fabrica de combine „Combine harvester factory Rostselmash, Llc” din Rusia.
În 2018, forma juridică FKL s-a transformat din societate pe acțiuni în societate cu răspundere limitată (LLC).

## FKL astăzi
FKL este o fabrică specializată în producția de rulmenți și unități de rulmenți pentru utilaje agricole. Este una dintre puținele fabrici de rulmenți cu un ciclu complet de producție de rulmenți, incluzând strunjirea, prelucrarea termică, fabricarea carcaselor, șlefuirea, lepuirea și montajul rulmenților. Fabrica are aproximativ 700 de angajați , iar 90% din produsele sale sunt exportate pe piața mondială, în mare parte în țările UE, Rusia, Ucraina, SUA, Noua Zeelandă, Turcia și Egipt. Programul de producție FKL include peste 5000 de modele de rulmenți de diferite tipuri, scopuri și caracteristici.
Fabrica este certificată conform ISO 9001:2015, ISO 14001:2015, OHSAS 18001:2007. FKL dezvoltă constant noi produse, îmbunătățind procesele tehnologice și toate resursele sale. Mai mult, cooperează cu Municipalitatea Temerin, Camera de Comerț din Serbia și Liceul „Lukijan Musicki” unde, în cadrul sistemului de învățământ profesional, elevii sunt instruiți și se califică pentru a deveni „operatori la instalațiile de prelucrare a metalelor”. FKL participă, de asemenea, la proiectul „Tempus" în cooperare cu Facultatea de Inginerie Mecanică din Belgrad, în acest sens fiind publicat manualul intitulat Tehnologia prelucrării și sisteme de prelucrare pentru strunjire și șlefuire în colaborare cu profesorii din cadrul Facultății de Științe Tehnice din Novi Sad.

## Programul de producție FKL
1) Program de producție standard:
- rulmenți cu bile de inserție (program Y);
- rulmenți cu bile cu canal adânc;
- carcase din fontă cenușie și fontă cu grafit nodular;
- lagăre.

2) Program special pentru aplicații de agricultură:
- rulmenți pentru grapă cu discuri;
- rulmenți pentru semănătoare;
- rulmenți pentru tăvălug packer;
- rulmenți pentru combine secerătoare;
- lagăre axiale;
- alți rulmenți speciali.

3) Programul de arbori cardanici pentru:
- utilaje agricole;
- industrie;
- vehicule.